# 徐永 (明朝)
徐永（1466年—？），字昌齡，河南開封府鈞州人，軍籍，明朝政治人物。

## 生平
成化二十二年（1486年）丙午科河南鄉試第五十二名舉人。弘治六年（1493年）中式癸丑科會試第二百八十七名，三甲第一百七十八名進士。歷官兵部郎中，正德六年（1511年）正月升山東右參議，八年九月乞致仕。

## 家族
曾祖徐原貴；祖父徐明善，知州；父徐中孚，義官。母婁氏；繼母張氏。